# 安宅關
安宅關（安宅之關，日语：／）位在石川縣小松市日本海側的安宅，是守護、富樫氏設置的關所。

## 概要
源義經和武藏坊辨慶等人在前往奧州藤原氏的根據地平泉的途中，辨慶在加賀國安宅關朗讀虛假的勸進帳，關守・富樫泰家雖識破義經一行，但是，仍出於同情放行，在歌舞伎的「勸進帳」中相當有名。
『兵部式』記載為安宅驛、『義經記』記載為安宅渡、『八雲御抄』記載為安宅橋，記載為安宅關的僅有謠曲『安宅』，所以，歷史上此地是否存有關所仍是疑問。
現在，位在安宅住吉神社境內。1939年3月18日，以「安宅之關跡」之名指定為石川縣史跡。

## 關連項目
- 如意渡
- 源義經 (大河劇)
- 義經 (大河劇)

## 脚注
1. ↑  . 石川縣. 2010-09-21  [2013-04-01]. （原始内容存档于2019-11-15）.

## 外部連結
- 勧進帳の里 安宅の関
- 石川県文化財 （页面存档备份，存于）